# Domenico Sarro
Domenico Natale Sarro (auch Sarri bzw. Sarra, * 24. Dezember 1679 in Trani; † 26. April 1744 in Neapel) war ein italienischer Komponist der neapolitanischen Schule.

## Leben
In seinem Ehevertrag vom 6. Februar 1705 ist vermerkt, dass er als Sechs- bis Siebenjähriger nach Neapel kam und am Conservatorio Sant’Onofrio aufgenommen wurde und die Stadt seither nicht mehr verlassen hatte. Sein erstes bekanntes Werk ist ein Oratorium bzw. geistliches Drama L’Opera d’Amore, das 1702 aufgeführt wurde. 1703 nahm er an einer öffentlichen Ausschreibung für die Stelle als Maestro di cappella am Hof teil; seine Mitbewerber waren Gaetano Veneziano, Cristoforo Caresana und Francesco Mancini. Veneziano erhielt die Stelle, doch im Dezember 1704 wurde Sarro zum Vizekapellmeister ernannt. Nach der österreichischen Eroberung von Neapel im Spanischen Erbfolgekrieg im Sommer 1707, verloren er und Veneziano ihre Stellen. 
Zwischen 1718 und 1741 komponierte Sarro zahlreiche Opern. Didone abbandonata (1724) ist besonders erwähnenswert, da es sich um die erste Vertonung des ersten bedeutenden Librettos von Metastasio handelt. 1720 versprach man ihm zwei wichtige musikalische Stellen, sobald sie frei würden. Die erste war diejenige des Kapellmeisters der Stadt Neapel, die er 1728 nach dem Tode des Amtsinhabers Gaetano Greco erhielt. Die zweite war diejenige des Vizekapellmeisters am Hofe von Neapel, die er im Oktober 1725 erhielt. 1737, nach dem Tode seines Vorgängers Mancini, wurde er zum Hofkapellmeister ernannt. Eine seiner ersten Aufgaben war die Komposition der Oper zur offiziellen Eröffnung des Teatro San Carlo, Achille in Sciro. Nach seiner letzten Oper Ezio (1741) schrieb er nichts mehr von Bedeutung.
Der Höhepunkt von Sarros Laufbahn liegt in den Jahren 1718–1725. Zu dieser Zeit beherrschte er die neapolitanische Opernbühne wie vor ihm Alessandro Scarlatti. Charles de Brosses besuchte 1739 eine Wiederaufführung der 1722 entstandenen Oper Partenope und berichtete darüber (Original französisch): „Der König kam; er unterhielt sich während der einen Hälfte der Oper und schlief während der anderen. Dieser Mensch ist wahrlich kein Musikliebhaber […] Die Komposition Sarris, eines gelehrten Musikers, jedoch trocken und traurig, war nicht besonders gut, ihre Ausführung hingegen ausgezeichnet.“
Domenico Sarro hat zahlreiche italienische Kammerkantaten (Cantate a voce sola) sowie Intermezzi geschrieben. Sein Intermezzo Dorina e Nibbio wurde im Staatstheater Stuttgart, von den Bochumer Symphonikern und in der Semperoper Dresden gespielt.

## Werke
Die folgende Liste basiert auf den Angaben bei Grove Music Online und Corago.

### Opern
- Le gare generose tra Pompeo e Cesare, dramma per musica; 1706, Neapel, Teatro San Bartolomeo[4]
- Candaule, re di Lidia, dramma per musica; Libretto: Adriano Morselli; 10/1706, Neapel, Teatro dei Fiorentini[5]
- Amore fra gl’impossibili, dramma per musica; Libretto: Girolamo Gigli; 1707, Neapel, Teatro dei Fiorentini[6]
- Il Vespasiano, dramma per musica; Libretto: Giulio Cesare Corradi und Carlo De Petris; 1707, Neapel, Teatro San Bartolomeo[7]
- Barilotto, intermezzo; Libretto: Francesco Salvi; 22. November 1712, Venedig, Teatro Sant’Angelo; 1714 in Padua[8]
- I gemelli rivali, dramma per musica; Libretto: Nicola Serino und Pietro d’Averara; 1713, Neapel, Teatro dei Fiorentini[9]
- Spilletta e Frullo, intermezzi; Libretto: Nicola Giuvo; 15. Mai 1713, Neapel, Teatro dei Fiorentini[10]
- Ciro, dramma per musica; Libretto: Pietro Pariati; 19. November 1716, Neapel, Teatro San Bartolomeo[11]
- Armida al campo, dramma per musica; Libretto: Francesco Silvani; 13. Februar 1718, Neapel, Teatro San Bartolomeo[12]
- La fede ne’ tradimenti, dramma per musica; Libretto: Girolamo Gigli und Giuseppe Papis; 15. Mai 1718, Neapel, Teatro San Bartolomeo[13]
- Arsace, dramma per musica; Libretto: Antonio Salvi; 10. Dezember 1718, Neapel, Teatro San Bartolomeo[14]
- Alessandro Severo, dramma per musica; Libretto: Apostolo Zeno; 14. Mai 1719, Neapel, Teatro San Bartolomeo[15]
- Ginevra principessa di Scozia, dramma per musica; Libretto: Antonio Salvi; 20. Januar 1720, Neapel, Teatro San Bartolomeo; 1722 in Livorno[16]
- Lucio Vero, dramma per musica; Libretto: Apostolo Zeno; 01/1722, Neapel, Teatro San Bartolomeo[17]
- Partenope, dramma per musica; Libretto: Silvio Stampiglia; 16. Dezember 1722, Neapel, Teatro San Bartolomeo; überarbeitet 1723; 1724 in Rom, 1729 in Foligno und Pesaro, 1734 überarbeitet in Rom, 1739 in Neapel[18]
- Didone abbandonata, dramma per musica; Libretto: Pietro Metastasio; 1. Februar 1724, Neapel, Teatro San Bartolomeo; 1727 in Turin, 1730 in Venedig, 1734 in Brno, 1741 in Arezzo, 1742 in Ljubljana[19]
- L’impresario delle Isole Canarie, intermezzo; Libretto: Pietro Metastasio; 1. Februar 1724, Neapel, Teatro San Bartolomeo; 1732 in Reggio Emilia, 1737 in London[20]
- Tito Sempronio Gracco, dramma per musica; Libretto: Silvio Stampiglia; Karneval 1725, Neapel, Teatro San Bartolomeo[21]
- Il Valdemaro, dramma per musica; Libretto: Apostolo Zeno; 6. Februar 1726, Rom, Teatro delle Dame[22]
- Moschetta e Grullo, intermezzo; Libretto: anonym; 25. Januar 1727, Neapel, Teatro San Bartolomeo; 1731 in Genua, 1744 in Florenz[23]
- Siroe, re di Persia, dramma per musica; Libretto: Pietro Metastasio; 25. Januar 1727, Neapel, Teatro San Bartolomeo[24]
- Artemisia, dramma per musica; Libretto: Tommaso Mariani und Apostolo Zeno; 7. Januar 1731, Neapel, Teatro San Bartolomeo[25]
- La furba e lo sciocco, intermezzo (anderer Titel: La furba e lo sciocco); Libretto: Tommaso Mariani (?); 7. Januar 1731, Neapel, Teatro San Bartolomeo; 1747 in Hamburg, 1748 und 1753 in Kopenhagen[26]
- Berenice, dramma per musica; Libretto: Giuseppe Papis; 13. Januar 1732, Rom, Teatro Argentina; 1733 in Pisa[27]
- Ombrone e Giletta, intermezzo; 13. Januar 1732, Rom, Teatro Argentina[28]
- La finta pellegrina, commedia per musica (zusammen mit Antonio Orefice); Libretto: Antonio Oliva; Karneval 1734, Neapel, Teatro Nuovo[29]
- Demofoonte, opera (zusammen mit Francesco Mancini und Leonardo Leo); Libretto: Pietro Metastasio; 20. Januar 1735, Neapel, Teatro San Bartolomeo; 1741 erneut in Neapel[30]
- Gl’amanti generosi, commedia per musica; Libretto: Tommaso Mariani; 15. Mai 1735, Neapel, Teatro dei Fiorentini[31]
- Fingere per godere, commedia per musica; Libretto: Tommaso Mariani; Frühling 1736, Neapel, Teatro Nuovo[32]
- Rosaura, commedia per musica; Libretto: Gennaro Antonio Federico; Winter 1736, Neapel, Teatro dei Fiorentini; 1738 erneut in Neapel, 1739 in Graz[33]
- Achille in Sciro, dramma per musica; Libretto: Pietro Metastasio; 4. November 1737, Neapel, Teatro San Carlo[34]
- Ezio, dramma per musica; Libretto: Pietro Metastasio; 4. November 1741, Neapel, Teatro San Carlo[35]
- Alessandro nell’Indie, dramma per musica; Libretto: Pietro Metastasio; 20. Januar 1743, Neapel, Teatro San Carlo[36]
- Beltramme e Eurilla, intermezzi; Karneval 1724, Rom, Teatro della Pace[37]
- Il giudizio di Paride, opera; 13. Juni 1738, Jaroměřice, Theater im Schloss des Grafen von Questenberg[38]

Musik in Pasticcio-Opern und Opern anderer Komponisten
- Zusätzliche Arien in Tomaso Albinonis La Griselda; Libretto: Carlo De Petris nach Apostolo Zeno; Sommer 1706, Neapel, Teatro San Bartolomeo
- Didone abbandonata, dramma per musica (Pasticcio mit Musik von Egidio Romualdo Duni, Nicola Porpora und Leonardo Vinci); Libretto: Pietro Metastasio; 2. Januar 1732, Rom, Teatro delle Dame[39]

### Geistliche Opern und Oratorien
- L'opera d'amore; 1702, Neapel, Arciconfraternita della SS Trinità de’ Pellegrini
- Partenope liberata per patrocinio della Vergine Addolorata; Libretto: Nicola Giuvo; September 1704, Neapel
- Il fonte delle grazie; 20. November 1706, Neapel, Congregazione dei dottori, Kirche der Girolamini
- Nisida e Pausilippo, Serenata (mit Gaetano Veneziano und Francesco Mancini); Libretto: Mario Saverio Bottoni; 19. Dezember 1706, Neapel[40]
- L’andata di Gesù al Calvario; Libretto: G. B. Caputo; 1708, Neapel, Oratorium des S Gaetano, S Paolo Maggiore
- Oratorio per la festività di S Gaetano; 1712, Neapel, Congregazione degli orefici, S Paolo Maggiore
- Ester riparatrice, componimento sacro per musica; 1724, Neapel, Congregazione di S Maria del Rimedio, Ss Trinità degli Spagnuoli und/oder Castel San Pietro (Bologna), Oratorio Arciconfraternita del SS.mo Sacramento[41]
- Ester reparatrice
- S Ermenegildo; 1725, Rom, Seminario Romano
- Il sacrificio di Iefte; 1727, Macerata, S Giovanni (möglicherweise bereits vorher in Rom)
- Il sacrificio di Jefte, dramma sacro; 1727, Macerata, Chiesa di San Giovanni; evtl. bereits Karneval 1726 in Rom[42]
- La passione di Gesù Cristo, componimento sacro per musica; Libretto: Pietro Metastasio; [1737], Rom oder Genua, Oratorio di S. Filippo Neri; 1738 in Bologna[43]
- Gesù adorato dei re magi (zusammen mit Francesco Feo); 1737, Genua
- L’Assuero Senigallia; 1738, Chiesa della venerabile Compagnia di S Giuseppe e Carità

### Serenaten und Gelegenheitswerke
- Kantate für drei Stimmen zur Abreise von Giovanna Allitata e Bonanno, Fürstin von Villafranca; Libretto: P. Riccio; 1704, Palermo
- Serenata für drei Stimmen (Amore, Eco, Narciso) anlässlich der Eroberung Sardiniens; 8. September 1708, Palast des Herzogs von Alvito
- Serenata für drei Stimmen (Giunone, Imeneo, la Notte) zur Hochzeit von D. d’Andrea; Mai 1709
- La contesa di Pallade e Venere, Kantate für drei Stimmen zur Hochzeit des Herzogs von Montaguto; Libretto: G. G. Alberghetti; 21. Januar 1716
- Il gran giorno d’Arcadia, Serenata zur Geburt des Erzherzogs Leopold (vielleicht identisch mit der Serenata Rida il mar); Mai 1716, Königspalast
- La gara della Virtù e della Bellezza, Kantate für drei Stimmen zur Hochzeit des Herzogs von Seminara; 1718
- Serenata a quattro voci ... 4 dicembre 1718 für die Contessa Daun Viceregina; 4. Dezember 1718, Neapel, Königspalast[44]
- Scherzo festivo fra le ninfe di Partenope, Kantate zum Geburtstag der Kaiserin; Libretto: D. Gentile; 28. August 1720, Königspalast
- Andromeda, dramma per musica (Serenata) zur Hochzeit des Fürsten della Rocca; Libretto: Giuseppe Di Rosa; 28. Januar 1721, Neapel[45]
- Endimione, Serenata für vier Stimmen zur Hochzeit des Fürsten von Belmonte; Libretto: Pietro Metastasio; 30. Mai (oder 9. Juni) 1721, Neapel[46]
- Il Florindo, favola boschereccia in musica zur Hochzeit des Herzogs von Canzaro; 1725, Neapel, vaghissimo Teatro[47]
- Le nozze di Teti e di Peleo, festa teatrale zur Hochzeit des Infanten Filippo in Madrid; Libretto: Nicola Giuvo; 20. Dezember 1739, Neapel, Theater im Königspalast[48]
- Serenata zum Besuch des Ottomanischen Botschafters; Oktober 1741
- Serenata zur Geburt der Prinzessin Maria Giuseppa von Neapel (zusammen mit Leonardo Leo); 1742 (nicht aufgeführt)
- Kantate für drei Stimmen (Deliso, Eurilla, Fileno) zur Hochzeit des Marchese d’Arena
- Serenata für drei Stimmen (Niso, Egle, Eurilla)
- 76 weltliche Kantaten mit Basso continuo
- 5 Chöre in der Tragödie Massimini von A. Marchese; Neapel, 1729

### Geistliche Werke
- zwei Messen
- drei Kyrie-Gloria
- Lyra sonus et cithera, Motette
- Graduale für vier Stimmen
- Dixit Dominus
- Regina caeli

### Instrumentalwerke
- Konzert für Flöte und Instrumente